# Hypolimnas liria
Hypolimnas liria är en fjärilsart som beskrevs av Fabricius 1793. Hypolimnas liria ingår i släktet Hypolimnas och familjen praktfjärilar. Inga underarter finns listade i Catalogue of Life.